# 貝爾204/205直升機

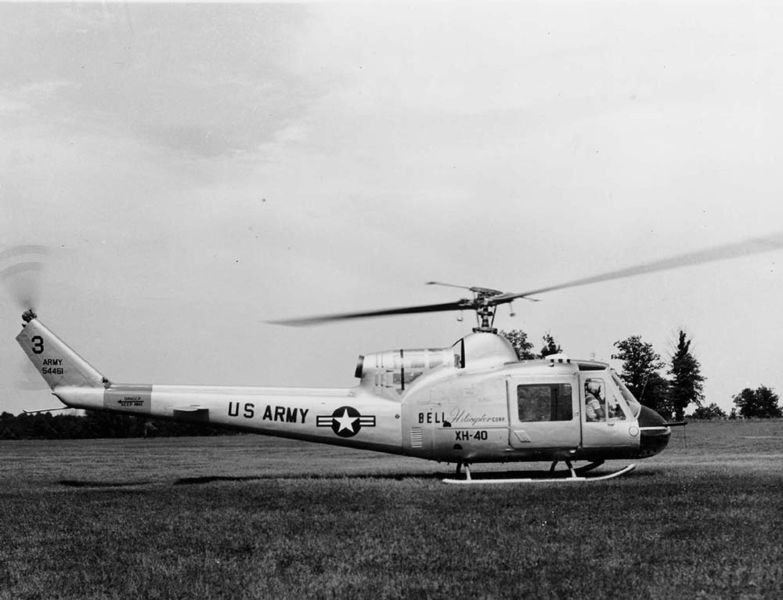
貝爾XH-40，UH-1及貝爾204的原型。

貝爾204及貝爾205是貝爾直升機公司推出的UH-1民用型版本，204及205被世界多間公司採用，常見用途包括空投、貨物運輸、拯救、滅火等。

## 歷史
1955年，美國陸軍提出他們需要一种通用直升機以執行多用途軍事任務，其後貝爾直升機公司推出了貝爾204通用直升機。貝爾204是直升機發展歷史上的革命設計，亦是世界上第一种採用渦輪軸發動機的直升機，渦輪軸發動機徹底地減低機體重量及耗油量、提高馬力比重、降低維修及保養維護費用，亦能在高載重的情況下高速飛行一段長時。

在貝爾204獲美軍採用後，貝爾直升機公司推出了貝爾205，西方國家亦大量採用貝爾205系列。

貝爾直升機公司在1961年推出了民用版本，名為貝爾204B及貝爾205A-1，205A-1擁有更大更長的機體、更大馬力發動機及性能，美軍採用後命名為UH-1H。

奧斯塔-貝爾（Agusta-Bell）生產的民用版本204B在1967年制造了超過60架，一直到1973年。在1980年代早期奧斯塔-貝爾及貝爾共制造了約12,000架貝爾205（包括民用版本205A-1），時至今日，多數軍用的204及205被改裝成商業民間用途。

## 形號

### 貝爾204
貝爾直升機公司命名為UH-1B。
- 貝爾204B - 改良自UH-1B，民用及軍用型通用運輸直升機。
- 奧斯塔-貝爾AB 204 - 民用及軍用型通用運輸直升機，由義大利奧斯塔合法生產。
- 富士-貝爾204B-2 - 日本陸上自衛隊版本，命名為“鵲”，由日本富士重工合法生產。

### 貝爾205
貝爾直升機公司命名為UH-1H。

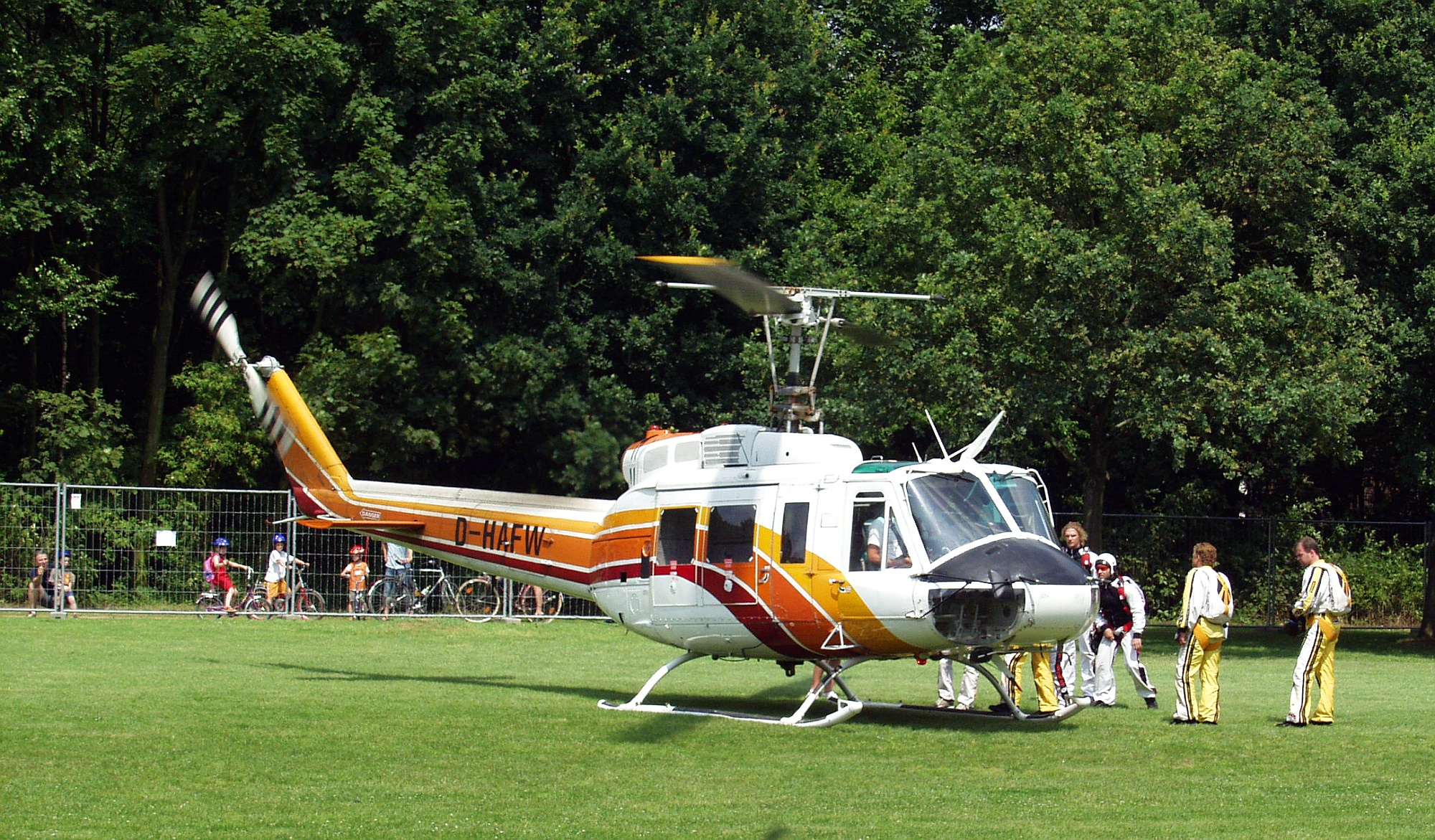
貝爾205A-1

- 貝爾205A-1 - 最初版本改良自UH-1H，民用及軍用型通用運輸直升機。
- 奧斯塔-貝爾205 - 民用及軍用型通用運輸直升機，由義大利奧斯塔合法生產。
- 奧斯塔-貝爾205A-1 - 奧斯塔-貝爾205的改裝版本。
- 富士-貝爾205A-1 - 民用及軍用型通用運輸直升機，由日本富士重工合法生產。
- 貝爾205B- 貝爾210的早期版本，在1970年代後期推出，只制造及售賣了五架，205B裝有貝爾212的機鼻及主旋翼、改良的T53-17引擎及尾旋翼，K-Flex傳動軸。

### 試驗型
- 奧斯塔-貝爾205BG - 裝有兩具Gnome H 1200渦輪軸發動機的試驗型。[2]
- 奧斯塔-貝爾205TA - 裝有兩具Turbomeca Astazous渦輪軸發動機的試驗型[2]。
- 貝爾208 - 1965年，貝爾制造了雙發動機的208試驗型，它以UH-1D裝有Continental XT67-T-1發動機組件，再結合兩具T72-T-2渦輪軸發動機及齒輪箱。[2]

### 升級版
- 貝爾210 - 以UH-1H的重新改裝成民用版本。
- 全球鷹（Global Eagle） - 加拿大普惠公司以UH-1H換裝成PT6C-67D發動機、主旋翼及其他組件的版本，提升了航距及減低耗油量[3]。

### 衍生改良版
- 貝爾211 - 名為“HueyTug”，UH-1C的升級版本，改良了變速器、加長主旋翼、加大尾桁、加強機身、改良穩定系統、改用2,650軸馬力（1,976千瓦）的T55-L7渦輪軸發動機[4]。

- 貝爾212 - 貝爾直升機公司命名為UH-1N。

- 貝爾214 Huey Plus - 貝爾205的加強版，採用更大的機身及更大的發動機，以執行更高難度任務，其後改進成更大機身及雙發動機的貝爾214ST。

- 貝爾412 - 裝有半剛性四旋翼系統的貝爾212。

## 使用的公司及部隊

### 民間用戶
加拿大
- Heli-North Aviation

 哥伦比亚
- Helicol Colombia

 義大利
 
 墨西哥
- Air America

 新西兰
- Helipro

 葡萄牙
- Aeroavia

 瑞典
- Osterman Helicopter AB

 瑞士
- Heliswiss

 美国
- 貝爾直升機公司
- Clear Creek Copters
- Helipro Completions
- Rotorcraft Support
- San Joaquin Helicopters

### 政府用戶
美国
- 加州森林及消防處
- NASA
- 美國邊境巡邏隊
- 華盛頓州自然資源部

### 消防局
義大利
- Vigili Del Fuoco

 美国
- 橙縣消防局 (Orange County Fire Authority)
- 山克拉門都消防局 (Sacramento Metropolitan Fire District)
- 科恩郡消防局 (Kern County Fire Department)
- 洛杉磯消防局 (Los Angeles City Fire Department)
- 洛杉磯郡消防局 (Los Angeles County Fire Department)
- 佛羅里達州山林管理局 (Florida Department of Forestry)
- CalFire

### 醫療
美国
- Dare County EMS

### 警察
巴西
- 巴西聯邦警察

 墨西哥
- 墨西哥聯邦警察

 泰國
 美国
- 拉斯維加斯警局
- 洛杉磯警局
- 門羅縣警局
- 紐約市警局
- 聖伯那地諾市縣警局
- 聖地牙哥市警局
- 塞米諾縣警局
- 凡吐拉市警局

## 規格資料 (204B)
参考资料：The International Directiory of Civil Aircraft 
基本信息
- 机组：1-2人
- 容量：3,000 磅 (1,360 公斤)，8至9個乘客，或相同重量的貨物

性能

## 相關
- UH-1
- AH-1眼鏡蛇
- UH-1N
- UH-1Y
- 貝爾212
- 貝爾214
- 貝爾412

- 美軍直升機武器系統